# Clinton (Nebraska)
Clinton é uma vila localizada no estado americano de Nebraska, no Condado de Sheridan.

## Demografia
Segundo o censo americano de 2000, a sua população era de 30 habitantes.
Em 2006, foi estimada uma população de 28, um decréscimo de 2 (-6.7%).

## Geografia
De acordo com o United States Census Bureau, a localidade tem uma área de 0,2 km², sem área coberta por água. Clinton localiza-se a aproximadamente 1141 m acima do nível do mar.

## Localidades na vizinhança
O diagrama seguinte representa as localidades num raio de 36 km ao redor de Clinton.